# 1,4,7-Triméthyl-1,4,7-triazacyclononane
Le 1,4,7-triméthyl-1,4,7-triazacyclononane, parfois abrégé Me3TACN, est un éther azacouronne de formule chimique (CH2CH2NCH3)3. Il s'agit d'un liquide transparent de couleur brune issu formellement de la N-méthylation du 1,4,7-triazacyclononane (C2H4NH)3 (TACN). C'est un ligand tridenté couramment utilisé en chimie de coordination.
Bien que le triazacyclononane soit connu pour former des complexes sandwich 2:1 avec de nombreux ions métalliques, les complexes 2:1 correspondants du triméthyltriazacyclononane ne sont connus qu'avec les cations d'argent Ag+, de sodium Na+ et de potassium K+. Cette particularité est principalement due à l'encombrement stérique plus important du triméthyltriazacyclononane, qui a besoin d'ions de plus grande taille pour accueillir deux ligands.
Divers dérivés apparentés ont été préparés avec différents substituants sur les atomes d'azote,.

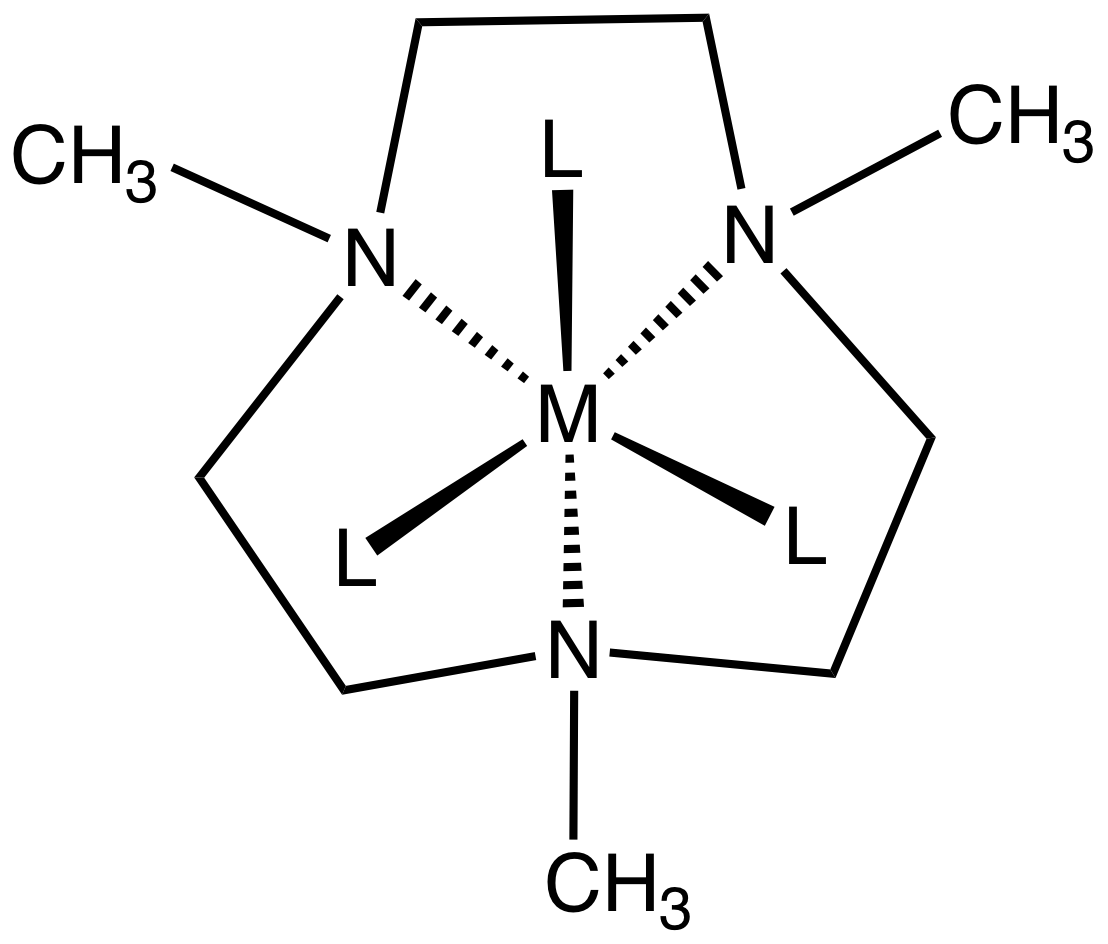
Structure générique d'un complexe octaédrique de Me3TACN.